# Capasa waterstradti
Capasa waterstradti là một loài bướm đêm trong họ Geometridae.